# Ryan Johansen
Pour les articles homonymes, voir Johansen.
Ryan Johansen (né le 31 juillet 1992 à Vancouver, dans la province de la Colombie-Britannique au Canada) est un joueur professionnel canadien de hockey sur glace évoluant à la position de centre.

## Carrière
À la suite d'une saison passée avec les Vees de Penticton de la Ligue de hockey de la Colombie-Britannique, Ryan Johansen rejoint pour la saison 2009-2010 les Winter Hawks de Portland où il évolue sur le même trio que Nino Niederreiter.
Admissible au repêchage de 2010 de la Ligue nationale de hockey, il y est réclamé au premier tour, quatrième choix au total, par les Blue Jackets de Columbus. Il participe avec l'équipe LHOu à la Super Serie Subway en 2010.
Johansen devient joueur professionnel dès la saison suivante rejoignant alors les Blue Jackets avec qui il inscrit 21 points en 67 rencontres.
Le 6 janvier 2016, il est échangé aux Predators de Nashville en retour de Seth Jones.
Le 6 mars 2024, Johansen est échangé aux Flyers de Philadelphie en compagnie d'un choix conditionnel de première ronde en 2025. En retour, les Flyers cèdent Sean Walker ainsi qu'un choix de cinquième ronde en 2026.

## Statistiques

### Statistiques en club
| Saison     | Équipe                   | Ligue      |     | Saison régulière | Saison régulière | Saison régulière | Saison régulière | Saison régulière |    | Séries éliminatoires | Séries éliminatoires | Séries éliminatoires | Séries éliminatoires | Séries éliminatoires |
| Saison     | Équipe                   | Ligue      | PJ  | B                | A                | Pts              | Pun              | PJ               | B  | A                    | Pts                  | Pun                  |                      |                      |
| 2008-2009  | Vees de Penticton        | LHCB       | 47  | 5                | 12               | 17               | 21               | -                | -  | -                    | -                    | -                    |                      |                      |
| 2009-2010  | Winter Hawks de Portland | LHOu       | 71  | 25               | 44               | 69               | 53               | 13               | 6  | 12                   | 18                   | 18                   |                      |                      |
| 2010-2011  | Winter Hawks de Portland | LHOu       | 63  | 40               | 52               | 92               | 64               | 20               | 13 | 15                   | 28                   | 6                    |                      |                      |
| 2011-2012  | Blue Jackets de Columbus | LNH        | 67  | 9                | 12               | 21               | 24               | -                | -  | -                    | -                    | -                    |                      |                      |
| 2012-2013  | Falcons de Springfield   | LAH        | 40  | 17               | 16               | 33               | 20               | 5                | 0  | 1                    | 1                    | 2                    |                      |                      |
| 2012-2013  | Blue Jackets de Columbus | LNH        | 40  | 5                | 7                | 12               | 12               | -                | -  | -                    | -                    | -                    |                      |                      |
| 2013-2014  | Blue Jackets de Columbus | LNH        | 82  | 33               | 30               | 63               | 43               | 6                | 2  | 4                    | 6                    | 4                    |                      |                      |
| 2014-2015  | Blue Jackets de Columbus | LNH        | 82  | 26               | 45               | 71               | 40               | -                | -  | -                    | -                    | -                    |                      |                      |
| 2015-2016  | Blue Jackets de Columbus | LNH        | 38  | 6                | 20               | 26               | 25               | -                | -  | -                    | -                    | -                    |                      |                      |
| 2015-2016  | Predators de Nashville   | LNH        | 42  | 8                | 26               | 34               | 36               | 14               | 4  | 4                    | 8                    | 16                   |                      |                      |
| 2016-2017  | Predators de Nashville   | LNH        | 82  | 14               | 47               | 61               | 60               | 14               | 3  | 10                   | 13                   | 12                   |                      |                      |
| 2017-2018  | Predators de Nashville   | LNH        | 79  | 15               | 39               | 54               | 78               | 13               | 5  | 9                    | 14                   | 2                    |                      |                      |
| 2018-2019  | Predators de Nashville   | LNH        | 80  | 14               | 50               | 64               | 42               | 6                | 1  | 1                    | 2                    | 2                    |                      |                      |
| 2019-2020  | Predators de Nashville   | LNH        | 68  | 14               | 22               | 36               | 45               | 4                | 1  | 4                    | 5                    | 2                    |                      |                      |
| 2020-2021  | Predators de Nashville   | LNH        | 48  | 7                | 15               | 22               | 22               | 6                | 3  | 1                    | 4                    | 14                   |                      |                      |
| 2021-2022  | Predators de Nashville   | LNH        | 79  | 26               | 37               | 63               | 53               | 4                | 0  | 2                    | 2                    | 2                    |                      |                      |
| 2022-2023  | Predators de Nashville   | LNH        | 55  | 12               | 16               | 28               | 32               | -                | -  | -                    | -                    | -                    |                      |                      |
| 2023-2024  | Avalanche du Colorado    | LNH        | 63  | 13               | 10               | 23               | 34               | -                | -  | -                    | -                    | -                    |                      |                      |
| Totaux LNH | Totaux LNH               | Totaux LNH | 905 | 202              | 376              | 578              | 546              | 67               | 19 | 35                   | 54                   | 54                   |                      |                      |

### En équipe nationale
| Année | Compétition                 |   | PJ | B | A | Pts | Pun               |  | Résultat |
| 2011  | Championnat du monde junior | 7 | 3  | 6 | 9 | 2   | Médaille d'argent |  |          |

## Trophées et honneurs personnels

### Championnat du monde junior
- 2011 : nommé dans l'équipe type des médias

### Ligue de hockey de l'Ouest
- 2010-2011 : nommé dans la première équipe d'étoiles de l'association de l'Ouest

### Ligue nationale de hockey
- 2014-2015 : 
  - participe au 60e Match des étoiles
  - nommé meilleur joueur du 60e Match des étoiles